# Mary Hamilton-Nisbet
Mary Hamilton-Nisbet, contessa di Elgin (Dirleton, 18 aprile 1778 – 9 luglio 1855), è stata una nobildonna scozzese.

## Biografia
Era la figlia di William Hamilton-Nisbet, un proprietario terriero scozzese, e sua moglie, lady Mary Manners, una nipote di John Manners, II duca di Rutland.
Durante la sua adolescenza, il padre divenne deputato, e la famiglia si trasferì a Londra, dove entrò in società tramite la nonna, lady Mary Digges.

## Matrimoni

### Primo Matrimonio
Incontrò Thomas Bruce, VII conte di Elgin, nel 1798, subito dopo la nomina ad ambasciatore presso l'Impero ottomano.
Si sposarono l'11 marzo 1799. Dopo aver trascorso la prima notte di nozze presso Archerfield, la coppia si recò a Broomhall. Ebbero quattro figli:
- Lord George Charles Kostantin (1800-1840);
- Lady Lucy Bruce (?-4 settembre 1881), sposò John Grant, ebbero una figlia;
- Lady Mary Bruce (?-21 dicembre 1883), sposò Robert Dundas, ebbero una figlia;
- Lady Matilda Harriet Bruce (?-31 agosto 1857), sposò sir John Maxwell, VIII Baronetto, non ebbero figli.

A seguito di un breve periodo a Londra, la coppia lasciò l'Inghilterra il 3 settembre 1799 in modo che Bruce assumere l'incarico di ambasciatore. Durante il viaggio, durato due mesi, visitarono Lisbona, Gibilterra (come ospiti di Charles O'Hara), la Sicilia e Tenodoes prima di arrivare a Costantinopoli.
Fu un momento difficile a Costantinopoli, dove gli inglesi non erano ben voluti. La coppia si trasferì nella vecchia ambasciata francese, che Mary  decorò e dove organizzò sontuose feste. Nel mese di novembre, con il permesso del Gran Visir, divenne la prima donna a partecipare a una cerimonia nella politica ottomana. Nonostante fosse incinta di cinque mesi, le venne chiesto di vestirsi come un uomo.
La coppia divorziò nel 1808.

### Secondo Matrimonio
Sposò, in seconde nozze, Robert Ferguson di Raith (1777-1846). La coppia non ebbe figli.

## Morte
Morì il 9 luglio 1855.